# Ligue des communistes de Croatie
 (mars 2020).
Si vous disposez d'ouvrages ou d'articles de référence ou si vous connaissez des sites web de qualité traitant du thème abordé ici, merci de compléter l'article en donnant les références utiles à sa vérifiabilité et en les liant à la section « Notes et références ».

Drapeau de la Ligue des communistes de Croatie.

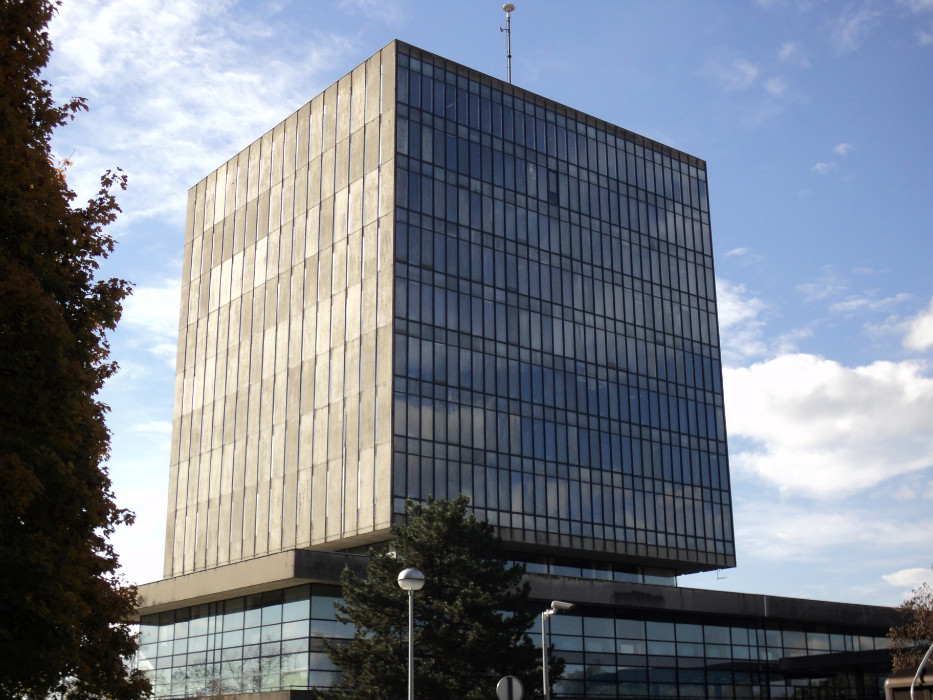
Le siège du Parti à Zagreb.

La Ligue des communistes de Croatie (en serbo-croate : Savez komunista Hrvatske, SKH) est la branche croate de la Ligue des communistes de Yougoslavie (SKJ), fondée en 1937. Fondée sous le nom de Parti communiste de Croatie (Komunistička partija Hrvatske, KPH), elle change de nom en 1952. Elle est dissoute en 1990.

## Histoire

### Royaume de Yougoslavie
Le Parti fut formellement fondé en 1937, avec Pavle Gregorić comme premier secrétaire général. La volonté du KPH de former une branche croate résidait en des raisons idéologiques et pratiques. La Croatie, comme la Slovénie qui possédait sa branche locale, furent les territoires les plus industrialisés du pays, avec la classe ouvrière formant le fort pourcentage parmi la population, et plus enclin d'adopter le communisme que la Serbie voisine rurale. La raison pratique se situait quant à une marginalisation grandissante des communistes dans la vie politique croate, en raison des préoccupations concernant les tensions ethniques et la place de la Croatie dans la Yougoslavie. Les aspirations territoriales de l'Italie fasciste envers les parties croates de la Yougoslavie, créèrent l'opportunité de la fondation de grandes alliances à domination communiste à l'instar du Front populaire.
Précédemment à la formation du Parti communiste de Croatie, existait un comité provincial croato-slavonien du Parti socialiste des travailleurs de Yougoslavie, et une structure développée du Parti socialiste de Croatie et de Slavonie. La Dalmatie posséda sa propre organisation jusqu'en 1937.
Le KPH fut déclaré illégal et resta marginalisé, particulièrement après l'accord Cvetković-Maček et la création de la banovine de Croatie au sein de la Yougoslavie.
L'invasion de la Yougoslavie en 1941 et la création de l'État indépendant de Croatie renforça le KPH. Au début de l'occupation de l'Axe, Aleksander Ranković devint secrétaire du comité central du Parti communiste de Croatie. Bien que la majorité des figures du KPH furent arrêtés et assassinés par le régime, le Parti parviendra à former le seul réseau de résistance coordonné en Croatie – les Partisans. La politique du KPH se focalisa davantage sur une base idéologique qu'ethnique et parvint à mobiliser tant dans les zones à population croate que serbe. L'entreprise de réorganisation d'après-guerre d'une Yougoslavie fédérale attira également de nombreux Croates non-communistes, particulièrement dans les dernières étapes de la guerre.

### République fédérative socialiste de Yougoslavie
En 1945, la Croatie devint une république en tant que partie de la Yougoslavie fédéralisée, mais son autonomie fut de faible importance en raison de la centralisation du KPH et de son intégration au Parti communiste de Yougoslavie (PCY), renommé SKJ en 1952.
Une relative décentralisation put commencer à émerger à la fin des années 1960, lorsque Tito autorisa la mise en place de réformes incarmée par une nouvelle génération de dirigeants communistes. Cette génération inclut les dirigeants communistes Savka Dabčević-Kučar et Miko Tripalo qui engagèrent le mouvement du Printemps croate, militant pour une plus grande autonomie de la Croatie au sein de la Yougoslavie. Ils combattèrent contre la centralisation qui bénéficiait davantage aux parties orientales de la Yougoslavie, particulièrement la Serbie et la Macédoine.
Néanmoins, le mouvement accentua les tensions ethniques et diffusa l'opposition des membres conservateurs du Parti communiste. En décembre 1971, lors de la conférence du Parti communiste de Yougoslavie à Karađorđevo, Tito prenna ses distances avec le mouvement du Printemps croate, mettant fin à ce dernier. Usuant comme prétexte le prétendu nationalisme croate, le SKJ effectua une purge de la majorité de ses membres libéraux et réformateurs. Le SKH devint alors une des sections les plus conservatrices du SKJ et chercha à maintenir un statu quo politique et idéologique, au contraire des autres branches du SKJ qui commençaient à s'ouvrir.
Il est estimé qu'à son apogée, dans les années 1980, le SKH compta entre 300 000 et 400 000 membres. Des sondages ultérieurs indiquèrent que la majorité de son électorat quitta le Parti en 1990, et seule une minorité resta actif dans la vie politique. Parmi ces derniers, la majorité rejoigna l'Union démocratique croate.

### Parti du changement démocratique
De par les perspectives grandissantes du SKH qui le forcèrent à accepter une certaine forme de démocratie multipartite, et ayant son pouvoir en jeu lors des élections, le Parti changea de politique et adopta une ligne réformatrice en poussant à la mise en place d'une nouvelle Constitution.
En janvier 1990, la délégation croate du Parti dirigée par Ivica Račan quitta le XIVe Congrès du SKJ, quelques heures après que la délégation slovène faisa de même avec la délégation serbe.
Dans les mois suivants, le SKH parvint difficilement à se présenter comme un Parti moderne et réformiste, se transformant en un nouveau Parti nommé la ligue des communistes de Croatie – Parti du changement démocratique (SKH-SDP), puis simplement en Parti du changement démocratique (SDP). Néanmoins ce changement de politique ne convint pas l'électorat croate, et le SKH perda le pouvoir au profit de l'Union démocratique croate de Franjo Tuđman.
En 1991, le SKH fut renommé en Parti social-démocrate du Parti du changement démocratique de Croatie (SDPH), qui deviendra définitivement le Parti social-démocrate de Croatie en 1993. 

## Dirigeants
Secrétaires du comité central de la Ligue des communistes de Croatie :
1. Andrija Hebrang (1942 - octobre 1944) (1899 - 1949 †)
2. Vladimir Bakarić (Octobre 1944 - 1969) (1912 - d.1983 †)
3. Savka Dabčević-Kučar (1969 - 1971) (1923 - 2009 †)
4. Milka Planinc (14 décembre 1971 - mai 1982) (1924 - 2010 †)
5. Jure Bilić (Mai 1982 - 1er juillet 1983) (1922 - 2006 †)
6. Josip Vrhovec (1er juillet 1983 - 15 mai 1984) (1926 - 2006 †)
7. Mika Špiljak (15 mai 1984 - mai 1986) (1916 - 2007 †)
8. Stanko Stojčević (Mai 1986 - Décembre 1989) (1929)
9. Ivica Račan (13 décembre 1989 - 1990) (1944 - 2007)